# Triatoma dominicana
Espèce
Triatoma dominicana est une espèce éteinte de réduves de la sous-famille des Triatominae. Elle a été découverte dans des dépôts d'ambre dominicain, datant du Burdigalien - Langhien (Miocène ) soit il y a environ entre 20,4 et 13,8 Ma (millions d'années), sur l'île d'Hispaniola,.

## Description
L'espèce est seulement connue par une exuvie de cinquième stade d'une femelle découverte dans l'ambre produit par l'arbre Hymenaea protera, dans des dépôts en République dominicaine. Son holotype, déposé à l'Université d'État de l'Oregon sous le numéro He-4-73, a été découvert dans la mine d'ambre dominicain de La Toca. Ce  spécimen a été mentionné en 1995 dans un article décrivant la tique fossile Ornithodorus antiquus. Il est presque entier : seules la patte avant droite, la patte médiane gauche, une petite section d'antenne et la région antéoculaire sont manquantes. Triatoma dominicana est la première espèce de Triatominae disparue décrite à partir d'un fossile. Le morceau d'ambre où elle se trouve contient également deux de ses pelotes fécales, qui abritent des protozoaires flagellés de l'espèce Trypanosoma antiquus (également disparue). Cette association est le plus ancien exemple connu entre un Trypanosome et son vecteur du genre Triatoma. T. dominicana vivait dans un environnement comparable aux forêts tropicales humides actuelles.
Le spécimen est similaire aux genres modernes Triatoma, Panstrongylus et Eratyrus (en), mais possède plusieurs caractères physiques spécifiques : sa taille de 19,5 mm est inférieure à celle des nymphes d’Eratyrus et sa tête et son thorax ont une surface granuleuse. Aujourd'hui, l'île d'Hispaniola ne possède pas de Triatominae endémiques et la seule qu'on y trouve, Triatoma rubrofasciata, y a été introduite par l'homme. Parmi les trois espèces de Triatominae présentes dans les Grandes Antilles, Triatoma obscura, en Jamaïque, est la plus proche physiquement de T. dominicana.
Le contenu du spécimen d'ambre laisse penser qu'il a été formé dans le creux d'un arbre. Il comporte trois insectes hématophages et plusieurs poils appartenant à une chauve-souris non identifiée, qui était probablement l'hôte de Trypanosoma antiquus.